# 西鼓岛
西鼓岛，海南省三亚市西南海上的岛礁，距三亚50海里，岛上有西鼓岛灯桩，地理坐标为北纬 8°19'18",东经108°57'6" 。附近还有东锣岛，两岛相距3-4海里。两岛风景秀丽，是野营钓鱼的好去处。
1996年，中国政府发布关于领海范围的声明，西鼓岛是中国领海基点之一。